# Leichtathletik-Weltmeisterschaften 2009/100 m Hürden der Frauen

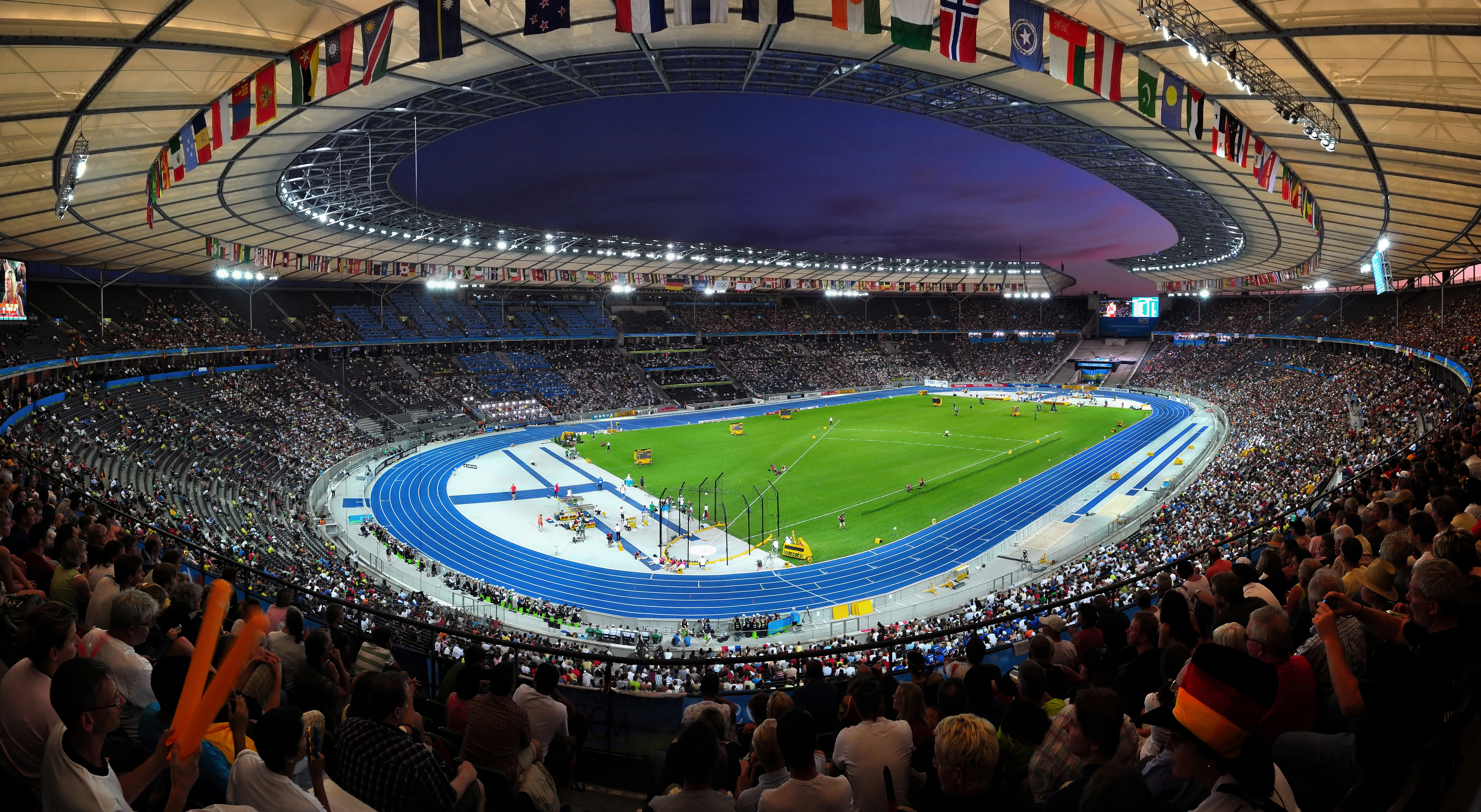
Das Berliner Olympiastadion während der Leichtathletik-Weltmeisterschaften

Der 100-Meter-Hürdenlauf der Frauen bei den Leichtathletik-Weltmeisterschaften 2009 wurde am 18. und 19. August 2009 im Olympiastadion der deutschen Hauptstadt Berlin ausgetragen.
In diesem Wettbewerb errangen die Hürdensprinterinnen aus Jamaika mit Gold und Bronze zwei Medaillen. Es siegte die Vizeweltmeisterin von 2003 und WM-Dritte von 2005 Brigitte Foster-Hylton. Zweite wurde die aktuelle Olympiasiegerin Priscilla Lopes-Schliep aus Kanada. Bronze ging an Delloreen Ennis-London, die 2005 Vizeweltmeisterin und 2007 WM-Dritte war.

## Bestehende Rekorde
| Weltrekord | 12,21 s | Jordanka Donkowa   | Stara Sagora, Bulgarien | 20. August 1988   |
| WM-Rekord  | 12,34 s | Ginka Sagortschewa | WM 1987 in Rom, Italien | 4. September 1987 |

Der bereits seit 1987 bestehende WM-Rekord wurde bei diesen Weltmeisterschaften nicht eingestellt und nicht verbessert. Die US-amerikanische Olympiasiegerin von 2008 Dawn Harper siegte im dritten Halbfinale, dem schnellsten Rennens hier, und verfehlte diesen Rekord mit ihren 12,48 s dabei um vierzehn Hundertstelsekunden. Im Finale konnte sie diese Leistung nicht bestätigen und kam mit 12,81 s auf Platz sieben.
Es wurden zwei Landesrekorde aufgestellt.
- 12,94 s – Eline Berings, Belgien, drittes Halbfinale, Rückenwind: 0,3 m/s
- 12,67 s – Derval O’Rourke, Irland, Finale, Rückenwind: 0,2 m/s

## Doping
Die bei diesen Weltmeisterschaften genommene Dopingprobe der im Halbfinale ausgeschiedenen Nigerianerin Olutoyin Augustus erwies sich als positiv, was allerdings erst im April 2010 juristische Gültigkeit bekam. Sie erhielt eine zweijährige Sperre, die am 18. August 2011 endete. Ihre zwischenzeitlich erzielten Resultate wurden wie auch das Ergebnis von diesen Weltmeisterschaften gestrichen.
Benachteiligt wurde eine Läuferin, die eigentlich im Halbfinale hätte starten können. Legt man die Ergebnisse in den Vorläufen zugrunde, wäre dies die Russin Tatjana Dektjarjowa gewesen, die im ersten Vorlauf 13,51 Sekunden erzielt hatte, und damit über die Zeitregel im Halbfinale dabei gewesen wäre.

## Vorrunde
Die Vorrunde wurde in fünf Läufen durchgeführt. Die ersten vier Athletinnen pro Lauf – hellblau unterlegt – sowie die darüber hinaus vier zeitschnellsten Läuferinnen – hellgrün unterlegt – qualifizierten sich für das Halbfinale.

### Vorlauf 1
18. August 2009, 18:10 Uhr
Wind: +0,1 m/s
| Platz | Name                   | Nation         | Zeit (s)                                         |
| ----- | ---------------------- | -------------- | ------------------------------------------------ |
| 1     | Dawn Harper            | USA            | 12,70                                            |
| 2     | Delloreen Ennis-London | Jamaika        | 12,73                                            |
| 3     | Cindy Billaud          | Frankreich     | 13,12                                            |
| 4     | Tatjana Dektjarjowa    | Russland       | 13,51 eigentlich für das Halbfinale qualifiziert |
| 5     | Andrea Miller          | Neuseeland     | 13,83                                            |
| 6     | Jeimy Bernárdez        | Honduras       | 14,53                                            |
| DOP   | Olutoyin Augustus      | Nigeria        | 12,99 für das Halbfinale zugelassen              |
| DNS   | Jessica Ennis          | Großbritannien |                                                  |

### Vorlauf 2

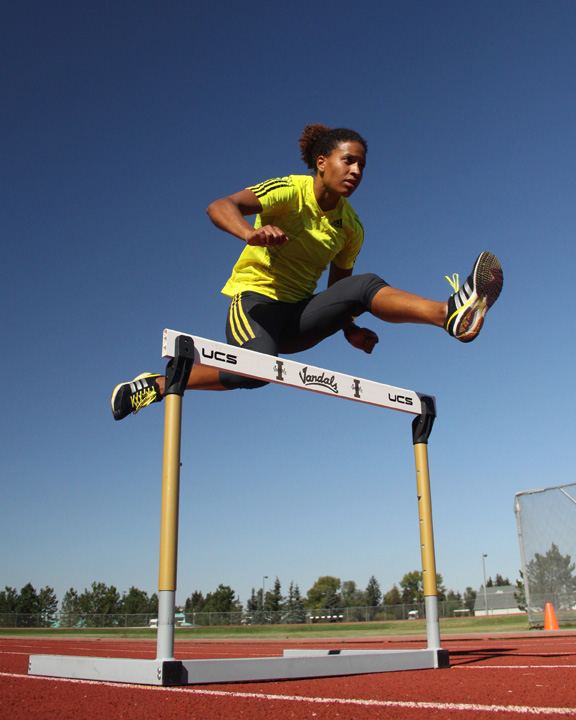
Angela Whyte – ausgeschieden als Fünfte in 13,27 s
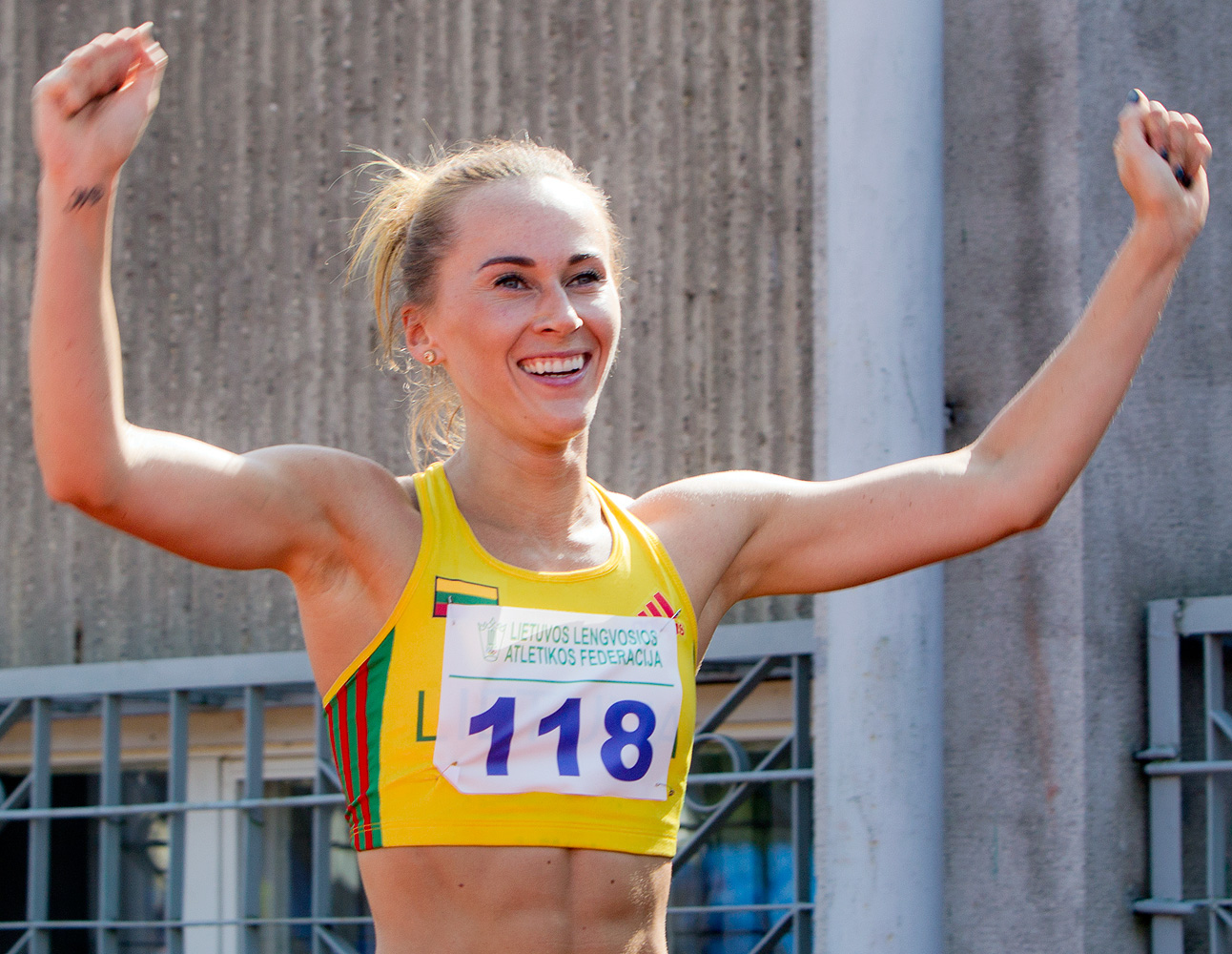
Sonata Tamošaitytė – ausgeschieden als Siebte in 13,44 s

18. August 2009, 18:17 Uhr
Wind: −0,3 m/s
| Platz | Name                  | Nation      | Zeit (s) |
| ----- | --------------------- | ----------- | -------- |
| 1     | Damu Cherry           | USA         | 12,71    |
| 2     | Lacena Golding-Clarke | Jamaika     | 12,90    |
| 3     | Carolin Nytra         | Deutschland | 13,03    |
| 4     | Irina Lenskiy         | Israel      | 13,18    |
| 5     | Angela Whyte          | Kanada      | 13,27    |
| 6     | Seun Adigun           | Nigeria     | 13,43    |
| 7     | Sonata Tamošaitytė    | Litauen     | 13,44    |
| 8     | Jekaterina Schtepa    | Russland    | 13,50    |

### Vorlauf 3

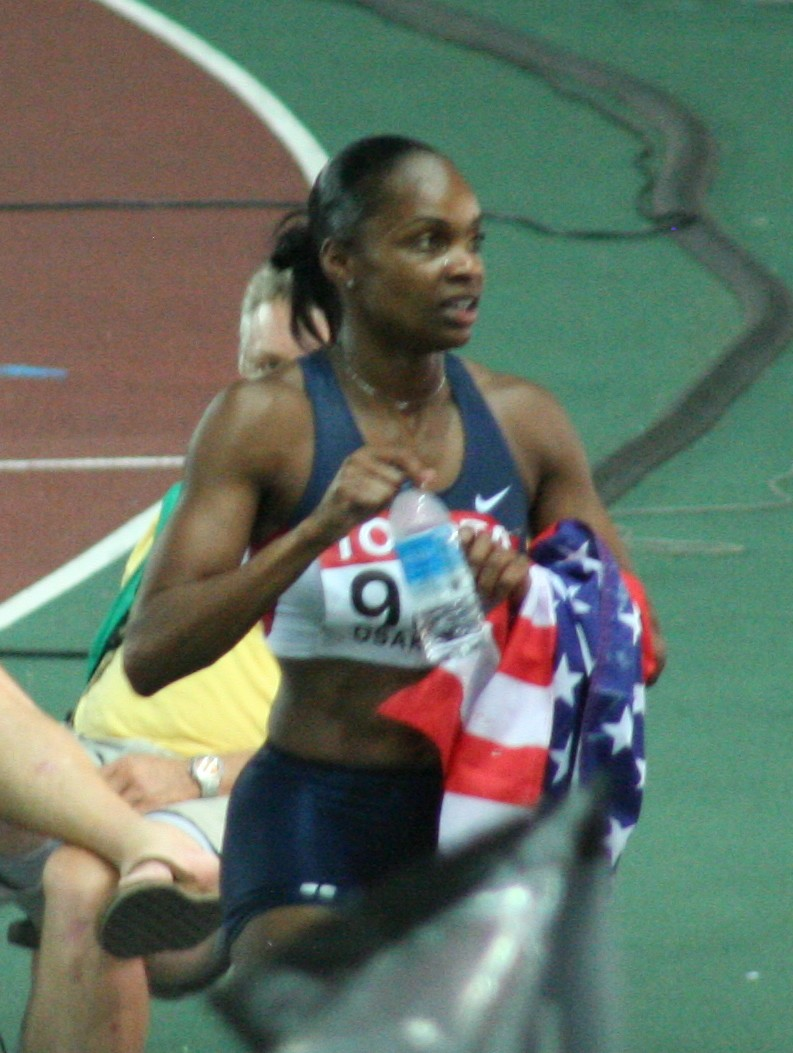
Die Titelverteidiger und Weltmeisterin von 2005 Michelle Perry schied bereits in der Vorrunde aus

18. August 2009, 18:24 Uhr
Wind: +0,1 m/s
| Platz | Name             | Nation     | Zeit (s) |
| ----- | ---------------- | ---------- | -------- |
| 1     | Sally McLellan   | Australien | 12,82    |
| 2     | Derval O’Rourke  | Irland     | 12,86    |
| 3     | Julija Kondakowa | Russland   | 12,88    |
| 4     | Lucie Škrobáková | Tschechien | 13,04    |
| 5     | Brigitte Merlano | Kolumbien  | 13,19    |
| 6     | Asuka Terada     | Japan      | 13,41    |
| 7     | Michelle Perry   | USA        | 13,68    |
| 8     | Tamla Pietersen  | Simbabwe   | 14,50    |

### Vorlauf 4
18. August 2009, 18:31 Uhr
Wind: −0,3 m/s
| Platz | Name                    | Nation              | Zeit (s) |
| ----- | ----------------------- | ------------------- | -------- |
| 1     | Priscilla Lopes-Schliep | Kanada              | 12,56    |
| 2     | Ginnie Powell           | USA                 | 12,77    |
| 3     | Nevin Yanıt             | Türkei              | 12,92    |
| 4     | Christina Vukicevic     | Norwegen            | 12,99    |
| 5     | Eline Berings           | Belgien             | 13,04    |
| 6     | Aleesha Barber          | Trinidad und Tobago | 13,19    |
| 7     | Lisa Urech              | Schweiz             | 13,36    |
| DNS   | Jessica Ohanaja         | Nigeria             |          |

### Vorlauf 5

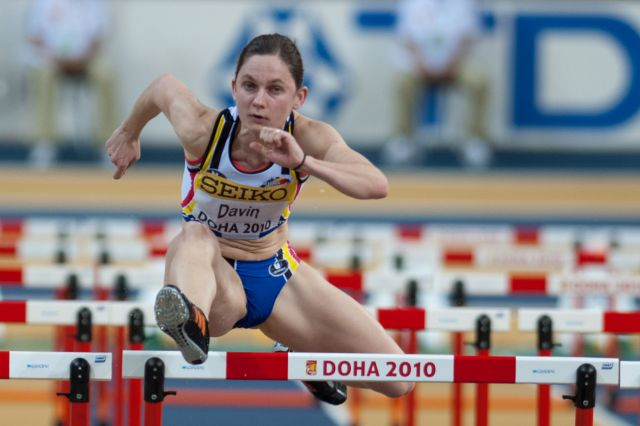
Elisabeth Davin erreichte im letzten Vorlauf nicht das Ziel

18. August 2009, 18:38 Uhr
Wind: +0,1 m/s
| Platz | Name                   | Nation         | Zeit (s) |
| ----- | ---------------------- | -------------- | -------- |
| 1     | Brigitte Foster-Hylton | Jamaika        | 12,67    |
| 2     | Perdita Felicien       | Kanada         | 12,77    |
| 3     | Anay Tejeda            | Kuba           | 12,82    |
| 4     | Sarah Claxton          | Großbritannien | 12,86    |
| 5     | Joanna Kocielnik       | Polen          | 13,16    |
| 6     | Sandra Gomis           | Frankreich     | 13,23    |
| 7     | Natalja Iwoninskaja    | Kasachstan     | 13,41    |
| DNF   | Elisabeth Davin        | Belgien        |          |

## Halbfinale
Aus den drei Halbfinalläufen qualifizierten sich die jeweils ersten beiden Athletinnen – hellblau unterlegt – sowie die darüber hinaus zwei zeitschnellsten Läuferinnen – hellgrün unterlegt – für das Finale.

### Halbfinallauf 1
19. August 2009, 18:45 Uhr
Wind: −0,1 m/s
| Platz | Name                    | Nation              | Zeit (s) |
| ----- | ----------------------- | ------------------- | -------- |
| 1     | Priscilla Lopes-Schliep | Kanada              | 12,60    |
| 2     | Delloreen Ennis-London  | Jamaika             | 12,64    |
| 3     | Ginnie Powell           | USA                 | 12,73    |
| 4     | Lucie Škrobáková        | Tschechien          | 12,92    |
| 5     | Nevin Yanıt             | Türkei              | 12,99    |
| 6     | Julija Kondakowa        | Russland            | 13,00    |
| 7     | Aleesha Barber          | Trinidad und Tobago | 13,06    |
| 8     | Cindy Billaud           | Frankreich          | 13,20    |

Im ersten Halbfinale ausgeschiedene Hürdensprinterinnen:

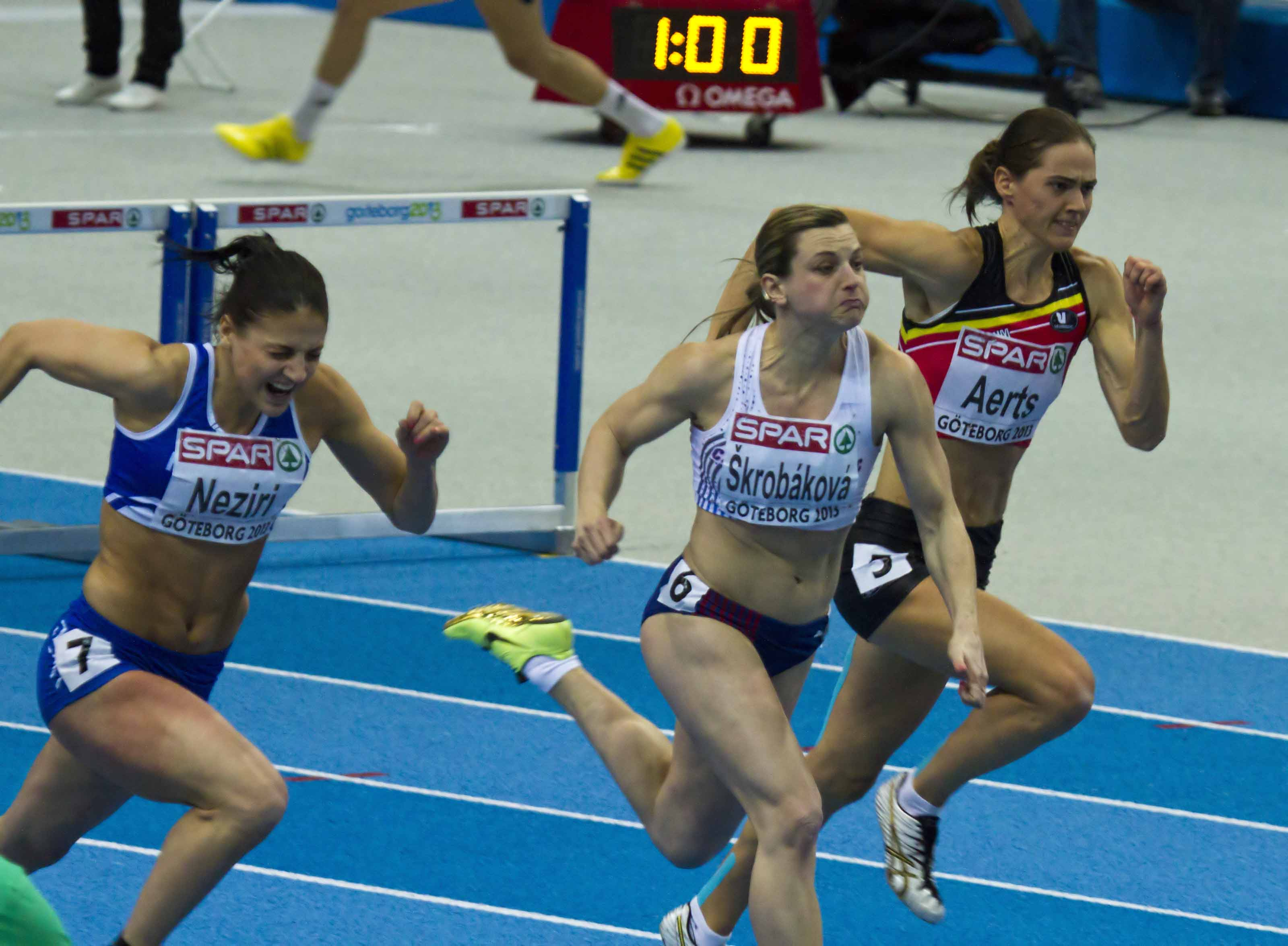
Lucie Škrobáková Rang vier in 12,92 s
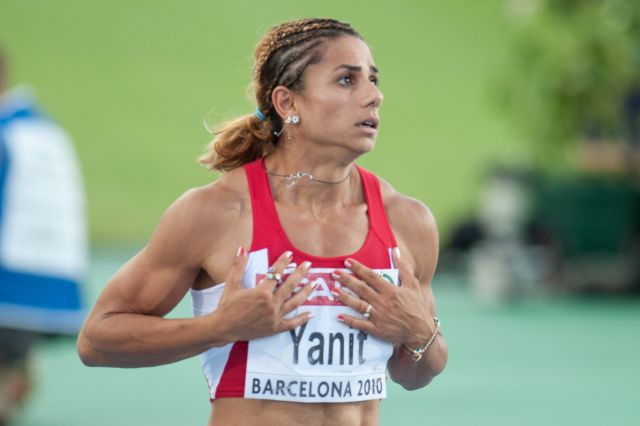
Nevin Yanıt Rang fünf in 12,99 s
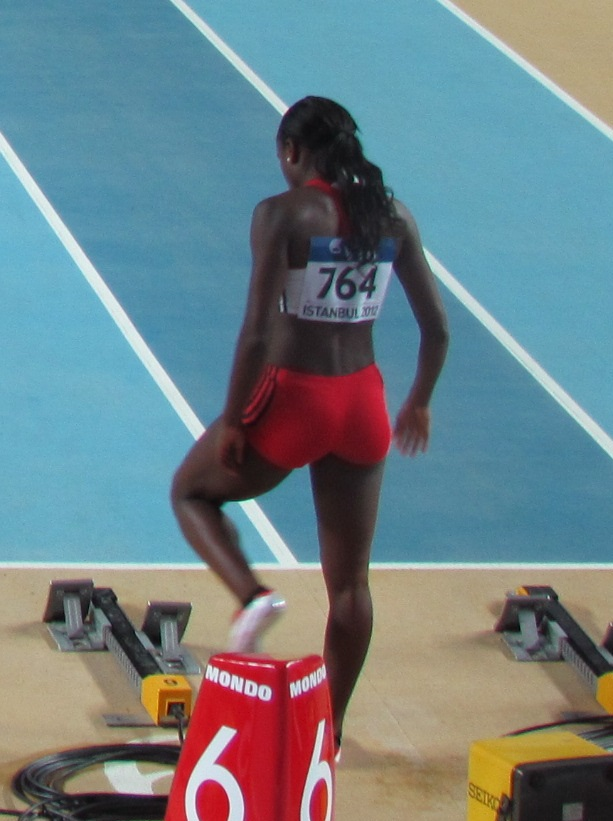
Aleesha Barber Rang sieben in 13,06 s
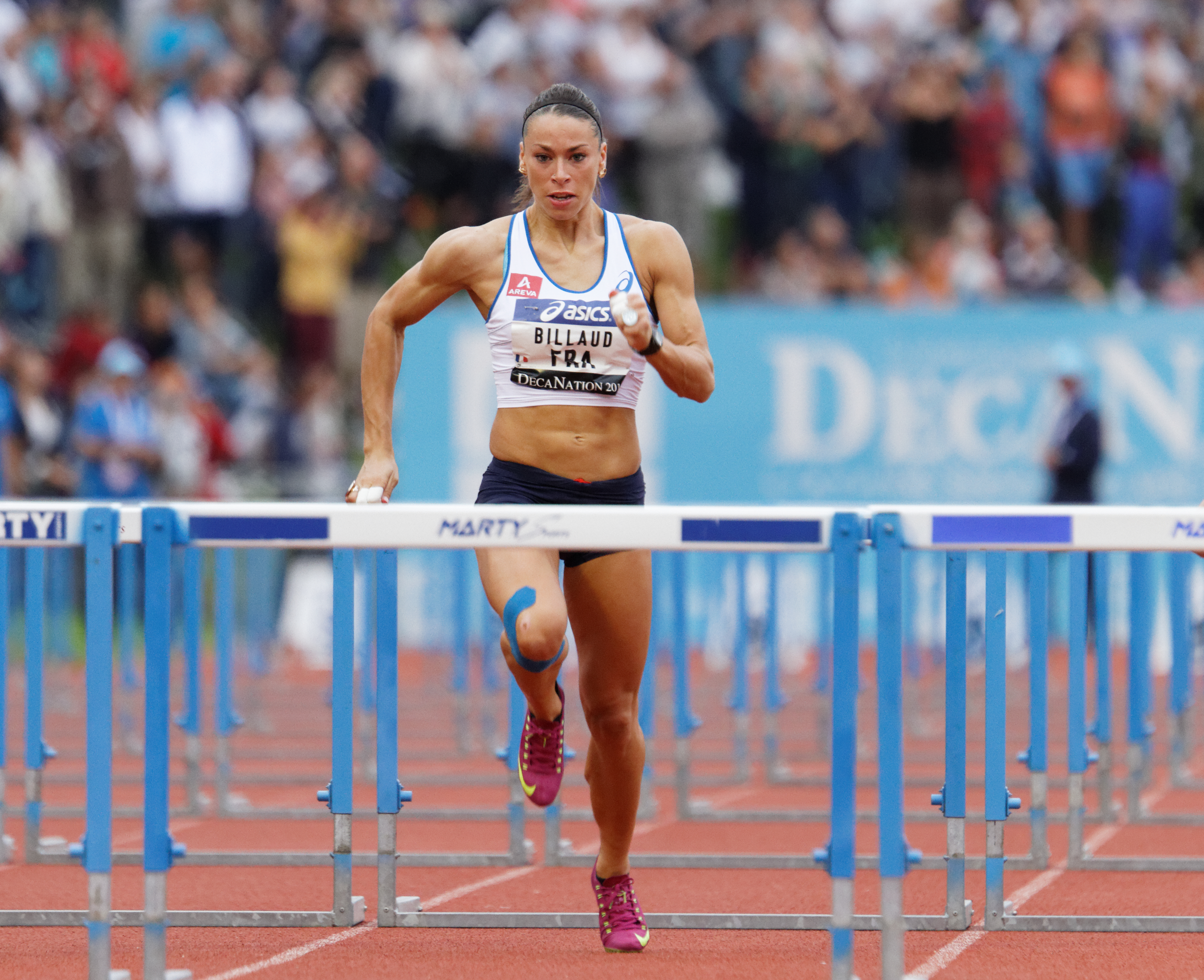
Cindy Billaud Rang acht in 13,20 s

### Halbfinallauf 2

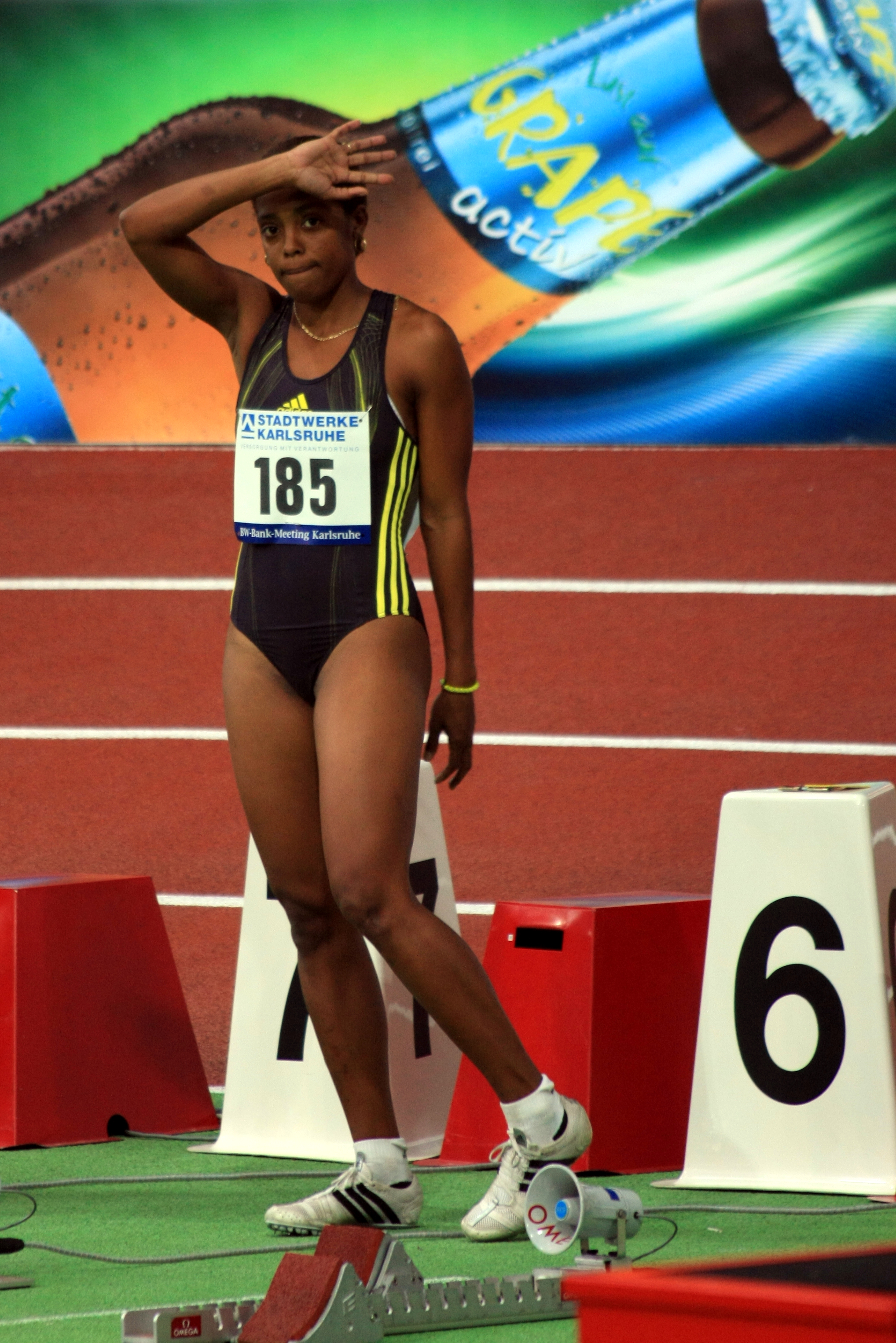
Anay Tejeda – ausgeschieden als Vierte in 12,82 s
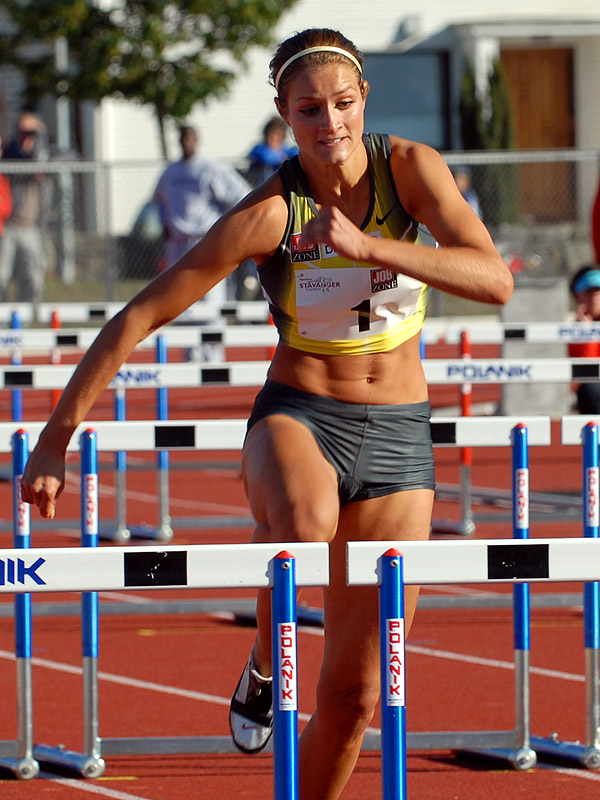
Christina Vukicevic – ausgeschieden als Fünfte in 13,00 s
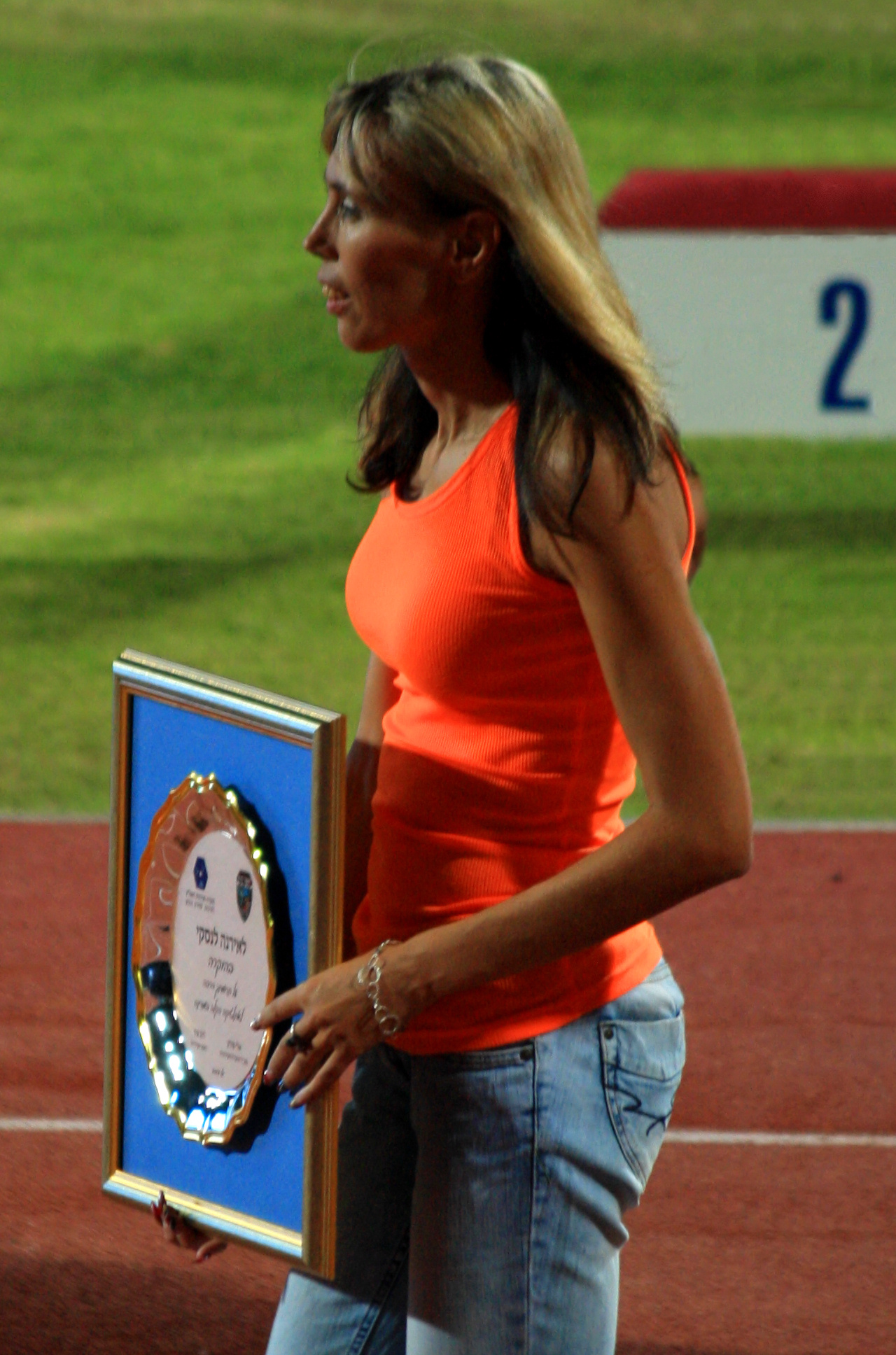
Irina Lenskiy – ausgeschieden als Siebte in 13,29 s

19. August 2009, 18:53 Uhr
Wind: +0,1 m/s
| Platz | Name                   | Nation    | Zeit (s) |
| ----- | ---------------------- | --------- | -------- |
| 1     | Brigitte Foster-Hylton | Jamaika   | 12,54    |
| 2     | Perdita Felicien       | Kanada    | 12,58    |
| 3     | Damu Cherry            | USA       | 12,76    |
| 4     | Anay Tejeda            | Kuba      | 12,82    |
| 5     | Christina Vukicevic    | Norwegen  | 13,00    |
| 6     | Brigitte Merlano       | Kolumbien | 13,23    |
| 7     | Irina Lenskiy          | Israel    | 13,29    |
| DOP   | Olutoyin Augustus      | Nigeria   | 13,11    |

### Halbfinallauf 3

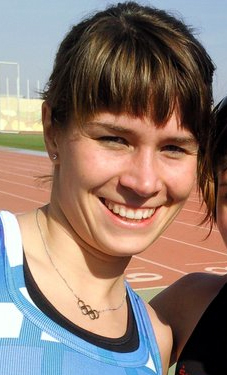
Carolin Nytra – ausgeschieden als Fünfte in 12,76 s
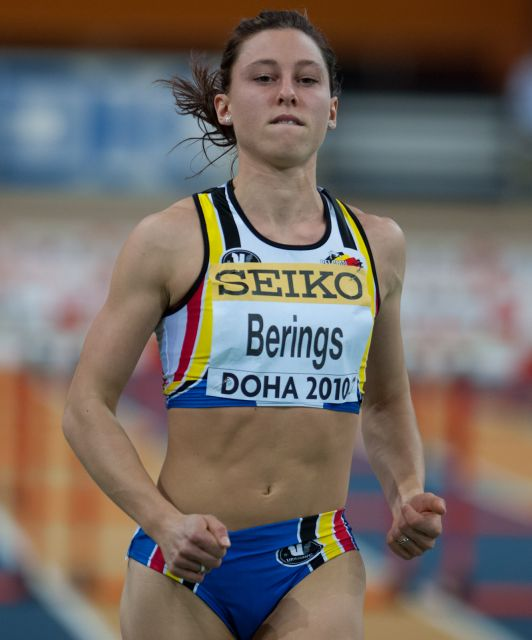
Eline Berings – ausgeschieden trotz belgischen Rekords als Sechste in 12,94 s
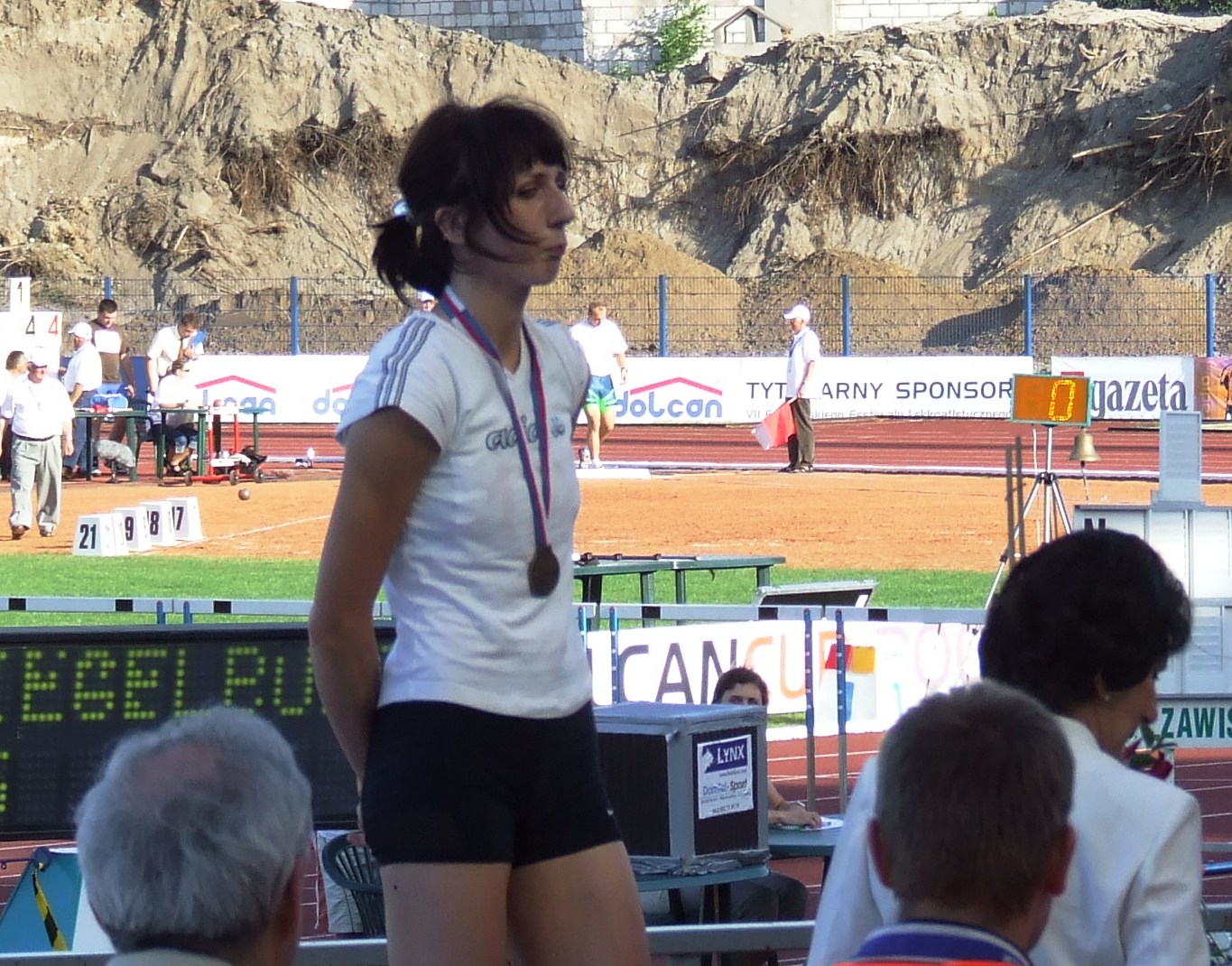
Joanna Kocielnik – ausgeschieden als Siebte in 13,21 s

19. August 2009, 19:01 Uhr
Wind: +0,3 m/s
| Platz | Name                  | Nation         | Zeit (s) |
| ----- | --------------------- | -------------- | -------- |
| 1     | Dawn Harper           | USA            | 12,48    |
| 2     | Sally McLellan        | Australien     | 12,66    |
| 3     | Derval O’Rourke       | Irland         | 12,73    |
| 4     | Lacena Golding-Clarke | Jamaika        | 12,76    |
| 5     | Carolin Nytra         | Deutschland    | 12,76    |
| 6     | Eline Berings         | Belgien        | 12,94 NR |
| 7     | Joanna Kocielnik      | Polen          | 13,21    |
| 8     | Sarah Claxton         | Großbritannien | 13,21    |

## Finale

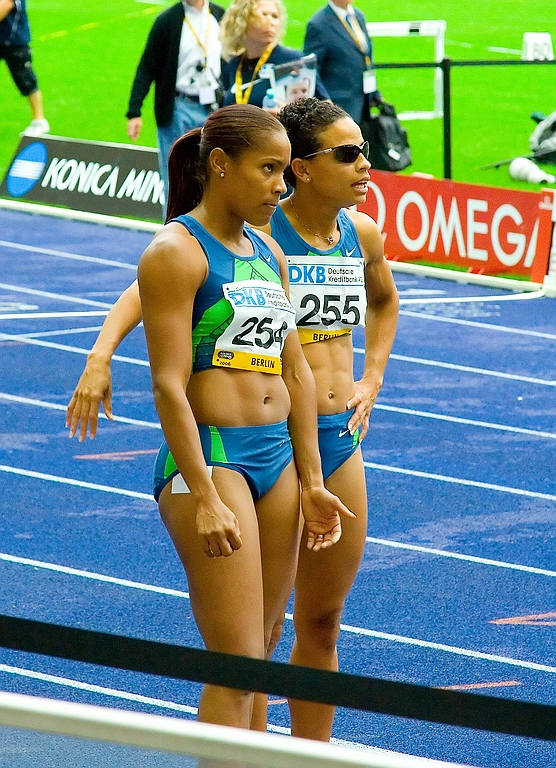
Nach WM-Silber 2003 und WM-Bronze 2005 gab es hier Gold für Brigitte Foster-Hylton (links)

19. August 2009, 21:25 Uhr
Wind: +0,2 m/s
| Platz | Name                    | Nation     | Zeit (s) |
| ----- | ----------------------- | ---------- | -------- |
| 1     | Brigitte Foster-Hylton  | Jamaika    | 12,51    |
| 2     | Priscilla Lopes-Schliep | Kanada     | 12,54    |
| 3     | Delloreen Ennis-London  | Jamaika    | 12,55    |
| 4     | Derval O’Rourke         | Irland     | 12,67 NR |
| 5     | Sally McLellan          | Australien | 12,70    |
| 6     | Ginnie Powell           | USA        | 12,78    |
| 7     | Dawn Harper             | USA        | 12,81    |
| 8     | Perdita Felicien        | Kanada     | 15,53    |

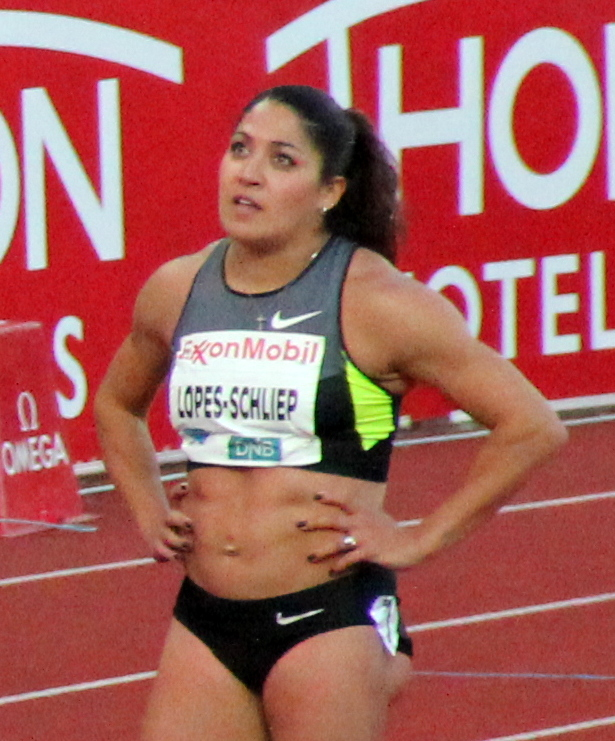
Vizeweltmeisterin wurde die aktuelle Olympiasiegerin Priscilla Lopes-Schlie
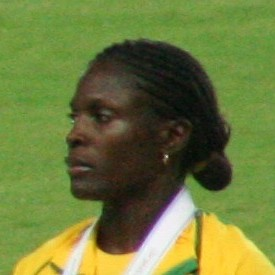
Delloreen Ennis-London – WM-Silber 2005, WM-Bronze 2007 und hier erneut Bronze
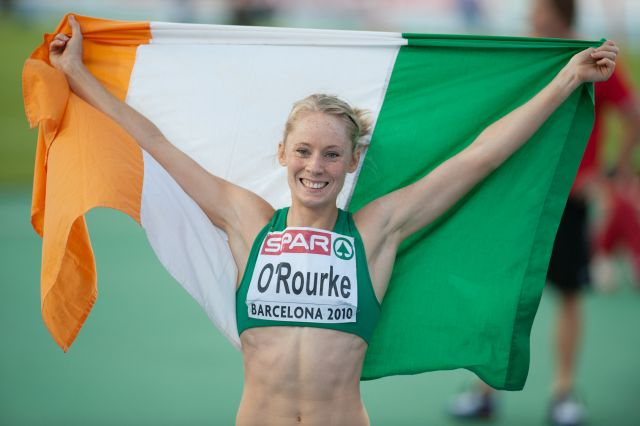
Derval O’Rourke – hier als Europameisterin 2010 – belegte Rang vier
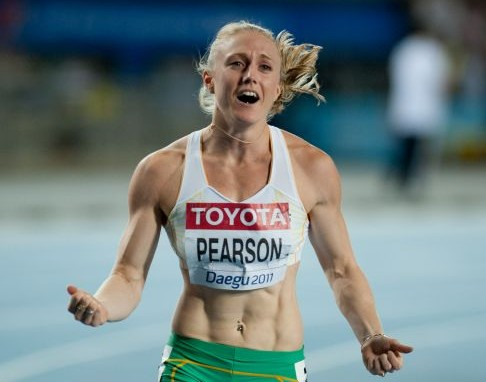
Sally McLellan – auf dem Foto als Weltmeisterin 2011 unter ihrem neuen Namen Sally Pearson – kam auf den fünften Platz
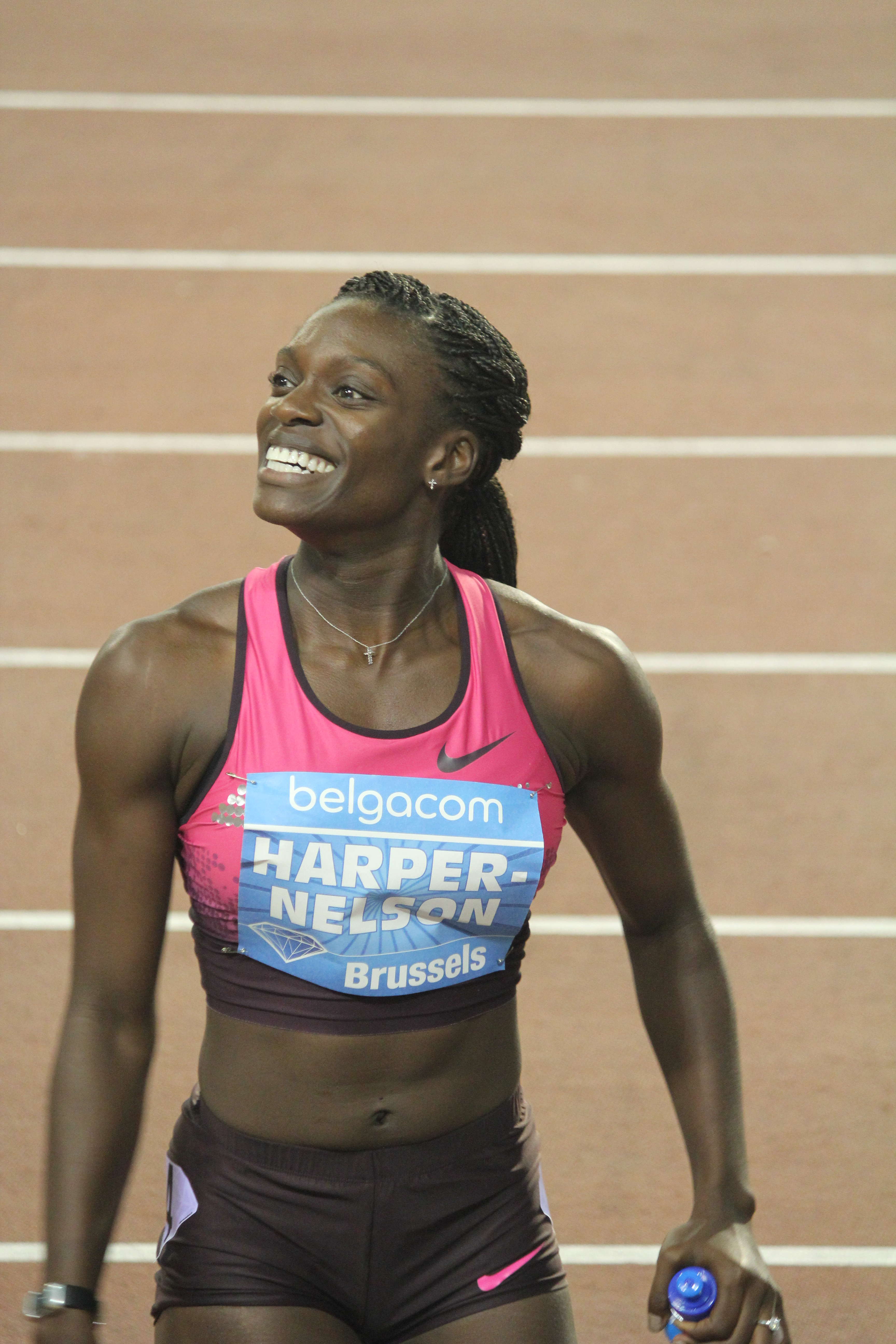
Die aktuelle Olympiasiegerin Dawn Harper lief hier in Berlin im Halbfinale die schnellste Zeit und wurde am Ende Siebte
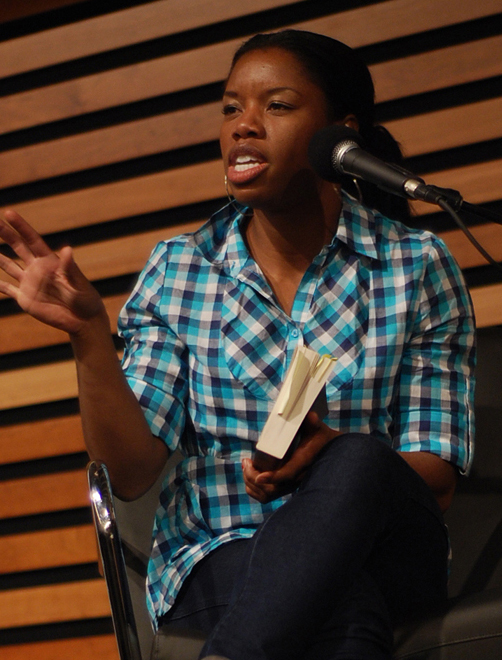
Rang acht für die Weltmeisterin von 2003 und Vizeweltmeisterin von 2007 Perdita Felicien

## Video
- 100m Hurdles Women Final + Interview - World Championship 2009, youtube.com, abgerufen am 5. Dezember 2020